# 野马汽车
四川野马汽车股份有限公司（简称野马汽车或川汽野马），是中华人民共和国的一家汽车制造企业，其前身诞生于1980年代末，当时生产的“金顶”牌客车系列，“野马”“白鹿”牌轻型越野车和客货两用车曾风靡全国，尤其“野马”牌越野车更是国家免检产品。公司总部位于成都龙泉驿区，总资产近40亿元，拥有成都传统车生产基地、成都新能源生产基地、绵阳综合生产基地三大汽车生产基地。

## 发展历程
- 诞生于20世纪80年代。
- 1994年5月由成都轻型汽车总厂等三家成都市属汽车企业全建制合并。
- 2002年9月，经成都市政府批复，由四川富临实业集团有限公司实施整体兼并重组,被列为四川省、成都市人民政府“十一五”规划重点发展的汽车制造企业。
- 2006年8月，正式更名为四川汽车工业集团有限公司。
- 2011年，经股份重组设立--四川汽车工业股份有限公司。
- 2012年，成立野马汽车新能源分公司，并与中能东道集团共同成立四川新能源汽车产业研究院。
- 2014年，正式启用新标识。
- 2015年4月，更名为“四川野马汽车股份有限公司”。
- 2019年，野马汽车被山东民营企业雷丁汽车收购。由于雷丁汽车于2023年5月宣告破产，野马汽车经营也陷入危机[3]。2023年，野马汽车两度被申请破产审查[4]。

## 对外投资
- 四川野马汽车绵阳制造有限公司
- 绵阳野马动力总成有限公司
- 四川富佳汽车零部件有限公司
- 四川野马汽车销售有限公司
- 野马（深圳）新能源汽车销售有限公司
- 成都新能互动信息技术有限公司

## 主要车型
- 传统汽车
  - 野马F10
  - 野马F12
  - 野马T70
  - 野马T80
  - 野马斯派卡
  - 野马T70S

- 新能源乘用车
  - 野马E70
  - 野马U能E350

- 新能源物流车
  - 小哥1号

- 新能源客车
  - EK8J
  - EK10J

## 公益活动
2013年4月，雅安地震期间，野马汽车向灾区捐赠总价值逾120万元的救援车20辆及230.77万元的救灾物资，驰援地震灾区。
2013年8月，野马汽车携手新华社主办“中国梦 我的梦-发现中国创造力，野马珠峰公益行”活动。

## 爭議
- 商標侵權

2016年，野馬汽車指福特中國的車款福特野馬的中文名與其品牌相同，以涉嫌商標侵權向成都市中級人民法院提出訴訟，並要求福特中國賠償經濟損失1,000萬元人民幣。福特野馬是自1964年開始生產販售的車款，但福特中國在2006年才為野馬在中國註冊商標，而野馬汽車在1986年就註冊了野馬圖形及文字商標。經過近2年訴訟後，成都市中級人民法院早前初裁定福特中國敗訴，一審判決福特中國必須停止侵害野馬汽車的註冊商標專利權，除賠償對方經濟損失，還要在官網刊登道歉聲明。雖然官司告一段落，但事件卻引來不少爭議。